# Раково-Таврический
Раково-Таврический — хутор в Кагальницком районе Ростовской области.
Входит в состав Родниковского сельского поселения.

## География

### Улицы
- ул. Красноармейская,
- ул. Новоселов,
- ул. Цветочная,
- ул. Школьная.

## История
Хутор был создан в 1990 году.

## Население
| 2010 |
| ---- |
| 286  |